# Conselleria d'Innovació, Indústria, Comerç i Turisme de la Generalitat Valenciana
La Conselleria d'Innovació, Indústria, Comerç i Turisme de la Generalitat Valenciana és un departament o conselleria del Consell de la Generalitat Valenciana que adopta el nom a la XI Legislatura (2023-2027) al si del govern de coalició entre el Partit Popular (PP) i Vox amb Carlos Mazón com a president de la Generalitat.
La Conselleria exerceix les competències en matèria d’indústria, energia, mines, sectors productius, investigació i innovació tecnològiques, comerç interior i exterior, fires sectorials i activitats promocionals, artesania, consum i turisme.

## Història
La conselleria amb responsabilitat de gestió centrades en els sectors productius existeix des de l'etapa preautonòmica. Incorpora la promoció turística a partir de la primera legislatura i es manté dins l'organigrama fins a la VI Legislatura (2003-2007) quan es recupera la Conselleria de Turisme. L'any 2012 (VIII Legislatura) torna a agrupar-se al departament i de nou a la legislatura XI (2023-2027).
Les competències en matèria d'innovació i investigació, històricament vinculades a la conselleria d'Educació i que en la XI Legislatura estan integrades en el departament, varen ser incorporades per primera vegada a la conselleria en la VI Legislatura (2003-2007) amb el nom de Conselleria d'Empresa, Universitat i Ciència sota el mandat del conseller Justo Nieto. Les competències en matèria universitària tornaren al departament d'Educació en la següent legislatura (VII) mantenint les referents a innovació amb la denominació de Conselleria d'Indústria, Comerç i Innovació.
Altra de les agregacions que el departament ha tingut al llarg dels diversos governs de la Generalitat Valenciana han estat les competències relacionades amb l'ocupació i el treball que varen estar sota la direcció de la conselleria en els períodes 2011-2012 (VIII Legislatura) i 2015-2023 (IX i X Legislatura).
El 15 de novembre de 2024, durant la compareixença a les Corts Valencianes per a explicar la gestió de la catàstrofe, el president de la Generalitat va anunciar una crisi de govern per a abordar la gestió de la Gota freda de 2024 al País Valencià creant una estructura de Govern renovada amb una nova vicepresidència per a la recuperació econòmica i social, i una conselleria d'Emergències, i el 18 de novembre va destituir Nuria Montes com a consellera d'Innovació, Indústria, Comerç i Turisme, nomenant en substitució la presidenta executiva de l'Associació Valenciana d'Empresaris del Calcer (Avecal), Marián Cano.

## Llista de conselleres i consellers
| #                                                                                   | Legislatura                                  | Nom                                          | Nom                                          | Inici mandat                                 | Fi mandat                                    | Partit polític                               | Partit polític                               |
| Conselleria d'Indústria i Comerç (1978-1983)                                        | Conselleria d'Indústria i Comerç (1978-1983) | Conselleria d'Indústria i Comerç (1978-1983) | Conselleria d'Indústria i Comerç (1978-1983) | Conselleria d'Indústria i Comerç (1978-1983) | Conselleria d'Indústria i Comerç (1978-1983) | Conselleria d'Indústria i Comerç (1978-1983) | Conselleria d'Indústria i Comerç (1978-1983) |
| ----------------------------------------------------------------------------------- | -------------------------------------------- | -------------------------------------------- | -------------------------------------------- | -------------------------------------------- | -------------------------------------------- | -------------------------------------------- | -------------------------------------------- |
| 1                                                                                   | Preautonomia                                 |                                              | Leonardo Ramón Sales                         | 10 d'abril de 1978                           | 15 de setembre de 1981                       |                                              | UCD                                          |
| 2                                                                                   | Preautonomia i I                             |                                              | Segundo Bru Parra                            | 15 de setembre de 1981                       | 23 de febrer de 1987                         |                                              | PSPV                                         |
| Conselleria d'Indústria, Comerç i Turisme (1983-1995)                               |                                              |                                              |                                              |                                              |                                              |                                              |                                              |
| 3                                                                                   | I, II i III                                  |                                              | Andrés García Reche                          | 23 de febrer de 1987                         | 12 de juliol de 1993                         |                                              | PSPV                                         |
| 4                                                                                   | III                                          |                                              | Martín Sevilla Jiménez                       | 12 de juliol de 1993                         | 6 de juliol de 1995                          |                                              | PSPV                                         |
| Conselleria d'Indústria i Comerç (1995-2003)                                        |                                              |                                              |                                              |                                              |                                              |                                              |                                              |
| 5                                                                                   | IV                                           |                                              | Diego Such Pérez                             | 6 de juliol de 1995                          | 23 de juliol de 1999                         |                                              | PP                                           |
| 6                                                                                   | V                                            |                                              | Fernando Vicente Castelló Boronat            | 23 de juliol de 1999                         | 21 de juny de 2003                           |                                              | PP                                           |
| Conselleria d'Indústria, Comerç i Turisme (2003-2004)                               |                                              |                                              |                                              |                                              |                                              |                                              |                                              |
| 7                                                                                   | VI                                           |                                              | Miguel Peralta Viñes                         | 21 de juny de 2003                           | 27 d'agost de 2004                           |                                              | PP                                           |
| Conselleria d'Empresa, Universitat i Ciència (2004-2007)                            |                                              |                                              |                                              |                                              |                                              |                                              |                                              |
| 8                                                                                   | VI                                           |                                              | Justo Nieto Nieto                            | 27 d'agost de 2004                           | 29 de juny de 2007                           |                                              | PP                                           |
| Conselleria d'Indústria, Comerç i Innovació (2007-2011)                             |                                              |                                              |                                              |                                              |                                              |                                              |                                              |
| 9                                                                                   | VII                                          |                                              | Belén Juste Picón                            | 29 de juny de 2007                           | 31 d'agost de 2009                           |                                              | PP                                           |
| 10                                                                                  | VII                                          |                                              | Vicente Rambla Momplet                       | 31 d'agost de 2009                           | 22 de juny de 2011                           |                                              | PP                                           |
| Conselleria d'Economia, Indústria i Comerç (2011-2012)                              |                                              |                                              |                                              |                                              |                                              |                                              |                                              |
| 11                                                                                  | VIII                                         |                                              | Enrique Verdeguer Puig                       | 22 de juny de 2011                           | 23 de gener de 2012                          |                                              | PP                                           |
| Conselleria d'Economia, Indústria, Turisme i Ocupació (2012-2015)                   |                                              |                                              |                                              |                                              |                                              |                                              |                                              |
| 12                                                                                  | VIII                                         |                                              | Máximo Buch Torralva                         | 23 de gener de 2012                          | 26 de juny de 2015                           |                                              | PP                                           |
| Conselleria d'Economia Sostenible, Sectors Productius, Comerç i Treball (2015-2023) |                                              |                                              |                                              |                                              |                                              |                                              |                                              |
| 13                                                                                  | IX i X                                       |                                              | Rafael Climent González                      | 26 de juny de 2015                           | 18 de juliol de 2023                         |                                              | Compromís                                    |
| Conselleria d'Innovació, Indústria, Comerç i Turisme (2023- )                       |                                              |                                              |                                              |                                              |                                              |                                              |                                              |
| 14                                                                                  | XI                                           |                                              | Nuria Montes de Diego                        | 20 de juliol de 2023                         | 22 de novembre de 2024                       |                                              | PP                                           |
| 15                                                                                  | XI                                           |                                              | Marián Cano García                           | 22 de novembre de 2024                       | Actualitat                                   |                                              | PP                                           |